# San Patrizio a Villa Ludovisi
San Patrizio a Villa Ludovisi är en kyrkobyggnad och titelkyrka i Rom, helgad åt den helige Patrik, Irlands skyddshelgon. Kyrkan är belägen vid Via Boncompagni i Rione Ludovisi och tillhör församlingen San Camillo de Lellis.
San Patrizio är USA:s nationskyrka i Rom. Kyrkans tillnamn åsyftar Villa Ludovisi.

## Historia
Kyrkan uppfördes åren 1908–1911 efter ritningar av arkitekten Aristide Leonori. Den första stenen lades den 1 februari 1908 och kyrkan konsekrerades på sankt Patriks minnesdag den 17 mars 1911 av kardinal Sebastiano Martinelli. Exteriören är uppförd i lombardisk nyromanik med rundbågar och råtegel. Fasaden kröns av en huvudgesims med rundbågar och kolonnetter, vilka vilar på kragstenar. Kyrkans portalbyggnad har en lynett med en mosaik som framställer Den helige Patrik och påve Celestinus I.
Den treskeppiga interiören har en rund absid. I absidens halvkupol har Rodolfo Villani utfört mosaiken Den helige Patrik omvänder kung Laoghaire. Kyrkans fyra sidokapell är invigda åt respektive Oliver Plunkett, Brigid av Kildare, Jesu heliga hjärta samt Jungfru Maria. I det sistnämnda kapellet finns 1200-tals-ikonen Madonna delle Grazie, som tidigare återfanns i den år 1888 rivna kyrkan Santa Maria in Posterula.
I ett kapell i colleget kan man beskåda Antoniazzo Romanos temperamålning Madonnan och Barnet från år 1483.

## Titelkyrka
San Patrizio a Villa Ludovisi stiftades som titelkyrka av påve Paulus VI år 1965.
Kardinalpräster
- William John Conway: 1965–1977
  - Vakant: 1977–1979
- Tomás Ó Fiaich: 1979–1990
- Cahal Brendan Daly: 1991–2009
  - Vakant: 2009–2012
- Thomas Christopher Collins: 2012–

## Bilder
| - Kyrkans absid. |